# 무체강형동물
무체강형동물 또는 무장동물(Acoelomorpha)은 플라눌라를 닮은 형태의 동물로 분류학상으로 논쟁 중인 문(門)이다. 이전에는 판형동물로 분류하였지만, 최근에 자움 바구나와 마르타 리우토르트에 의해 좌우대칭동물에 포함되는 별도의 문으로 분류되었다.
무장류(Acoela)는 소화 기관이 없는 매우 작은 납작벌레이다.